# رودیگر آبرامسیک
رودیگر آبرامسیک (به آلمانی: Rüdiger Abramczik) بازیکن فوتبال و هافبک اهل آلمان است که از سال ۱۹۷۷ میلادی عضو تیم ملی فوتبال آلمان بوده‌است. وی در ۱۹ بازی ملی حضور داشته است و آخرین بازی ملی خود را در سال ۱۹۷۹ میلادی انجام داد. رودیگر آبرامسیک در بازی‌های ملی‌اش ۲ گل به ثمر رساند.